# Clase Fethi Bulend
La Clase Fethi Bulend fue una serie de dos ironclads del Imperio Otomano, con batería central construidos a semejanza de los acorazados británicos de la época, pero más pequeño que estos. Su batería central estaba conformada por una casamata (caja blindada), a cada lado del buque, con capacidad para dos cañones en dirección al horizonte, uno de los cuales tenía fuego axial a proa y otro a popa, de tal manera que en combate tenían dos cañones en dirección en caza, dos en retirada y dos en cada uno de los lados.
Fueron encargados su diseño en Reino Unido en prevención a una futura guerra con Rusia.

## Fethi Bulend
Fue el primero de esta clase de acorazados, fue botado al agua en Reino Unido en 1870 y terminado en 1872, aun costo de 140 mil libras esterlinas, fue modernizado por Ansaldo en los astilleros de Constantinopña a comienzos del siglo XX. 
Durante la Guerra Ruso-Turca de 1878, participó en el ataque a Sochum el 14 de mayo.
Fue repotenciado y participó en la Guerra de los Balcanes de 1912, siendo torpedeado por los griegos y hundido en Salónica el 31 de octubre, con la muerte de 14 tripulantes.

## Mukaddami Khair
Fue el primer buque blindado construido en el Imperio Otomano, que de esta manera, quería reducir su dependencia de los constructores foráneos. Fue botado al agua el 28 de octubre de 1872 y completado en 1873 pero a un costo muy superior al Fethi Bulend, lo que hizo desistir a Turquía de construir otro buque blindado.
Durante la Guerra Ruso-Turca de 1878, participó en el ataque a Sochum el 14 de mayo.
Fue desguazado en 1910.